# Черебаско (Індіана)
Черебаско (англ. Churubusco) — місто (англ. town) в США, в окрузі Вітлі штату Індіана. Населення — 1870 осіб (2020).

## Географія
Черебаско розташоване за координатами 41°13′57″ пн. ш. 85°19′19″ зх. д. / 41.23250° пн. ш. 85.32194° зх. д. (41.232557, -85.322020).  За даними Бюро перепису населення США в 2010 році місто мало площу 2,34 км², уся площа — суходіл. В 2017 році площа становила 2,85 км², уся площа — суходіл.

### Клімат
| Клімат : Черебаско        | Клімат : Черебаско | Клімат : Черебаско | Клімат : Черебаско | Клімат : Черебаско | Клімат : Черебаско | Клімат : Черебаско | Клімат : Черебаско | Клімат : Черебаско | Клімат : Черебаско | Клімат : Черебаско | Клімат : Черебаско | Клімат : Черебаско | Клімат : Черебаско |
| Показник                  | Січ.               | Лют.               | Бер.               | Квіт.              | Трав.              | Черв.              | Лип.               | Серп.              | Вер.               | Жовт.              | Лист.              | Груд.              | Рік                |
| Середній максимум, °C     | −1,1               | 1,1                | 7,8                | 15,0               | 21,7               | 26,7               | 28,9               | 27,8               | 24,4               | 17,2               | 9,4                | 2,2                | 15,2               |
| Середній мінімум, °C      | −10                | −8,9               | −3,3               | 2,2                | 8,3                | 13,9               | 15,6               | 14,4               | 10,6               | 4,4                | 0,0                | −6,7               | 3,4                |
| Норма опадів, мм          | 48                 | 46                 | 74                 | 91                 | 89                 | 104                | 97                 | 86                 | 86                 | 66                 | 84                 | 79                 | 950                |
| ------------------------- | ------------------ | ------------------ | ------------------ | ------------------ | ------------------ | ------------------ | ------------------ | ------------------ | ------------------ | ------------------ | ------------------ | ------------------ | ------------------ |
| Джерело: weatherbase.com. |                    |                    |                    |                    |                    |                    |                    |                    |                    |                    |                    |                    |                    |

## Демографія
Згідно з переписом 2010 року, у місті мешкало 1796 осіб у 706 домогосподарствах у складі 483 родин. Густота населення становила 769 осіб/км².  Було 749 помешкань (321/км²).
Расовий склад населення:
| - 97,8 % — білих - 0,3 % — корінних американців - 0,2 % — азіатів - 0,1 % — чорних або афроамериканців |

До двох чи більше рас належало 1,2 %. Частка іспаномовних становила 2,1 % від усіх жителів.
За віковим діапазоном населення розподілялося таким чином: 27,1 % — особи молодші 18 років, 61,2 % — особи у віці 18—64 років, 11,7 % — особи у віці 65 років та старші. Медіана віку мешканця становила 33,9 року. На 100 осіб жіночої статі у місті припадало 93,3 чоловіків;  на 100 жінок у віці від 18 років та старших — 89,9 чоловіків також старших 18 років.
Середній дохід на одне домашнє господарство  становив 53 000 доларів США (медіана — 47 262), а середній дохід на одну сім'ю — 59 552 долари (медіана — 52 465). Медіана доходів становила 42 368 доларів для чоловіків та 30 511 долар для жінок. За межею бідності перебувало 8,4 % осіб, у тому числі 12,3 % дітей у віці до 18 років та 7,6 % осіб у віці 65 років та старших.
Цивільне працевлаштоване населення становило 872 особи. Основні галузі зайнятості: виробництво — 41,7 %, освіта, охорона здоров'я та соціальна допомога — 18,7 %, роздрібна торгівля — 8,4 %, мистецтво, розваги та відпочинок — 6,4 %.